# 笹谷 (福島市)
笹谷（ささや）は、福島県福島市の地名で、信陵支所所管にあたる信陵地域内の大字である。本項ではかつて同地域に所在した信夫郡笹谷村についても述べる。

## 笹谷（地名）
水田を中心とする農業地域であったが、福島市営団地の住宅開発を皮切りに新興住宅地が開発され人口が増加した場所である。笹谷の名称は、1876年に下大笹生村と大谷地村が統合され笹谷村が成立したことに由来する。

### 地理
福島市中部及び信陵地域東部に位置する。

#### 河川・架橋
- 松川
  - 松川橋 - 東北自動車道
- 八反田川
  - 東金屋橋 - 福島市道
  - 南八反田橋 - 福島市道笹谷・中野線（信陵通り）
  - 堰下橋 - 福島市道
  - 三丁目橋 - 福島市道

### 世帯数と人口の推移
| 年     | 世帯数（世帯） | 人口（人） |
| ------ | -------------- | ---------- |
| 1887年 | 313            | 2,016      |
| 1889年 | 329            | 2,017      |
| 1920年 | 354            | 2,082      |
| 1947年 | 506            | 2,974      |
| 2012年 | 5,174          | 12,821     |
| 2017年 | 5,456          | 12,572     |

- 2017年は6月30日現在の世帯数である[1]。

### 歴史
- 1889年4月1日 - 町村制より笹谷村が、単独で村制施行し信夫郡笹谷村が発足。
- 1955年3月31日 - 笹谷村が福島市に編入。旧笹谷村域は福島市笹谷となる。

### 施設

#### 行政
- 福島市役所信陵支所
- 福島市信陵学習センター

#### 教育
- 福島市立信陵中学校
- 福島市立笹谷小学校
- 福島市立笹谷幼稚園

### 交通

#### 鉄道
- 福島交通笹谷駅（■飯坂線）
- 福島交通桜水駅（■飯坂線）

#### バス
- 福島交通 三本木 / 寺西 / 笹谷新町 / 万世団地入口 / 信陵支所 / 笹谷団地入口 / 信陵中学校
- 福島交通 大出水

#### 道路
- 福島県道3号福島飯坂線（飯坂街道）
- 福島県道312号折戸笹谷線（信陵通り） - 旧万世大路に該当
- 福島市道笹谷・中野線（信陵通り） - 旧万世大路に該当
- 福島市道鎌田笹谷線（農免道路）
- 福島市道上鳥渡・大笹生線

#### 高速道路
- 東北自動車道
- 東北中央自動車道
- 福島ジャンクション

## 笹谷村
笹谷村（ささやむら）は、福島県信夫郡に属していた村で、1889年4月1日から1955年3月31日のちょうど66年間存在していた。